# هتر توماس
هتر توماس (انگلیسی: Heather Thomas؛ زادهٔ ۸ سپتامبر ۱۹۵۷) یک هنرپیشه، و فیلم‌نامه‌نویس اهل ایالات متحده آمریکا است. وی بین سال‌های ۱۹۷۸ تا ۱۹۹۸ میلادی فعالیت می‌کرد.

## بخشی از فیلمشناسی
از فیلم‌ها یا برنامه‌های تلویزیونی که وی در آن نقش داشته‌است می‌توان به آثار زیر اشاره کرد.
- چرخند (فیلم ۱۹۸۷) (۱۹۸۷)
- غول من (۱۹۹۸)
- پسر پاییز (مجموعه تلویزیونی) (۱۹۸۱–۱۹۸۶)
- زاپ شده! (۱۹۸۲)
- Rodney Dangerfield: Opening Night at Rodney's Place (۱۹۸۹)

## جوایز
- جایزه جمینای